# سفارة سويسرا في النرويج
سفارة سويسرا في النرويج هي أرفع تمثيل دبلوماسي لدولة سويسرا لدى النرويج. تقع السفارة في وهي تهدف لتعزيز المصالح السويسرية في النرويج.

## وصلات خارجية
- قائمة سفارات سويسرا
- قائمة السفارات في النرويج